# Auzon (Ardèche)
Der Auzon ist ein Karstfluss in den Cevennen, Frankreich. Er entspringt auf dem Plateau du Coiron bei Freyssenet verläuft allgemein in südöstlicher Richtung und mündet nach rund 26 Kilometern bei Lanas als linker Nebenfluss in die Ardèche. Die meiste Zeit des Jahres ist der Auzon völlig trocken, nach starken Regenfällen können gewaltige Wassermassen durch das Flussbett stürzen.

## Orte am Fluss
- Freyssenet
- Darbres
- Lussas
- Lavilledieu
- Saint-Germain
- Lanas